# هالي تانر
هالي تانر (بالإنجليزية: Haley Tanner)‏ (1982)؛ روائية أمريكية.